# Árpád Ritter
Árpád Ritter (maďarsky Ritter Árpád), (* 12. června 1975 v Budapešti, Maďarsko) je bývalý maďarský zápasník volnostylař. Zápasit začal v 9 letech v rodné Budapešti. Začinal v pro Maďary tradičním klasickém stylu. V dorosteneckém věku byl však u něho rozpoznán talent na volný styl, na který se postupně přeorientoval. Připravoval se v klubu Csepel SC pod vedením Istvána Gulyáse. V roce 1996 se kvalifikoval na olympijské hry v Atlantě ve velterové váze a skončil v prvních kolech turnaje. V roce 2000 se kvalifikoval na olympijské hry v Sydney a nepostoupil ze základní skupiny. V dalších letech se jako první maďarský volnostylař po dlouhých letech prosadil mezi světovou špičku a v roce 2004 odjížděl na olympijské hry v Athénách jako kandidát na jednu z medailí. Olympijský los však k němu nebyl nakloněn, do skupiny dostal nalosovaného suveréna velterové váhy Buvajsara Sajtijeva z Ruska. Do souboje se Satjtijevem se vrhnul po hlavě a po dvou minutách boje se ujal vedení 2:0, z další akce však Sajtijev vyrovnal a v druhé polovině zápas zcela otočil. Skončil na celkovém 16. místě. Od roku 2005 přešel do střední váhy, ve které mu o jedno postupové místo utekla kvalifikace na olympijské hry v Pekingu v roce 2008. Vzápětí se rozloučil s reprezentací. Sportovní kariéru ukončil po roce 2011. Věnuje se trenérské práci.